# Lathrolestes clypeatus
Lathrolestes clypeatus là một loài tò vò trong họ Ichneumonidae.